# シェリー・ブレア
シェリー・ブレア（Cherie Blair、1954年9月23日 - ）は、イギリスの弁護士。元首相トニー・ブレアの妻である。旧姓はブース（Booth）。王室顧問弁護士（Queen's Counsil, QC）の一員として活動した。

## 経歴
1954年9月23日、イングランドのベリーにて、俳優である父トニー・ブース（1931年 - 2017年）と母ゲイル・スミス（1933年 - 2016年）との間に生まれる。その後、リヴァプール近郊のウォータールーで育っていたが8歳の時、父が家出。妹のリンゼイとともに、母と敬虔なカトリック信者であった祖母のヴェラ（1903年 - 1987年）に育てられた。
妹とともにクロスビーにあるカトリック系の学校に通った後、Seafield Convent Grammar (現Sacred Heart Catholic College)に進学し、A-Level試験にて4 Grade A GCEという成績を収める。ロンドン・スクール・オブ・エコノミクス (LSE) で法学を修め、最優秀の成績 (First-Class degree)で卒業。LSEの近隣にあるリンカーン法曹院で法廷弁護士修習生となった。このリンカーン法曹院で、将来夫となるトニーと出会っている。また修習生をしている間、ウェストミンスター大学で法学の講師にもなっている。その後、1976年の司法試験で全国最高得点をマークし合格、法廷弁護士となった。

## シェリー・ブレアを演じた女優
- ヘレン・マックロリー：映画『クィーン』（2006年）
- リディア・レオナルド（英語版）：ドラマ『ザ・クラウン』（2023年）